# Friedesse Molen
De Friedesse Molen is een watermolen in het dorp Neer in de Nederlandse provincie Limburg. De onderslagmolen wordt van water voorzien door de Neerbeek. Hij  fungeert als korenmolen. Sinds 1973 is het een rijksmonument. De molen is na een renovatie in 2000/2002, na jaren van droogligging, stilstand en verval weer maalvaardig.

## Geschiedenis
De originele molen is gebouwd in het jaar 1343. Het huidige molenhuis en molenaarshuis dateren van 1717. De molen was onderhorig aan de Abdij van Thorn.
De molen is genoemd naar molenaar Godefridus Tobben (roepnaam: Fried) die rond 1700 de molen in bezit had. In 1875 werd de familie Theelen eigenaar. Rond 1920 kwam de molen in handen van Jos Vennekens die hem in 1948 doorverkocht aan Alfons van Stekelenburg. Diens zoon verkocht de molen in 1987 aan de Duitser Paul Boden Köchl. Na diens overlijden in 2004 nam Bouwbedrijf Geelen de molen over. In 2018 werd 'Stichting Friedesse Molen Neer' eigenaar van molen en stuw. De molen was fungeerde orspronkelijk als koren- en oliemolen. In 1891 werd het olierad verwijderd en een nieuw waterrad geïnstalleerd. De molen fungeerde vanaf toen als korenmolen met één onderslagrad.

## Renovatie
De houten sluizen van de stuw werden in 1909 vervangen door ijzeren. Nadat het stuwrecht in 1958 was verkocht aan Waterschap Limburg trad verval in. Vanaf 1991 zette een groep mensen zich in voor renovatie van de molen. Ze vormden de initiatiefgroep Friedesse Molen. In 2002 kon de molen weer functioneren als watermolen. Gouverneur Berend-Jan van Voorst tot Voorst verrichtte de feestelijke heropening. De molenaarswoning werd in 2017 gerenoveerd en huisvest sindsdien een horecabedrijf.

## Afbeeldingen

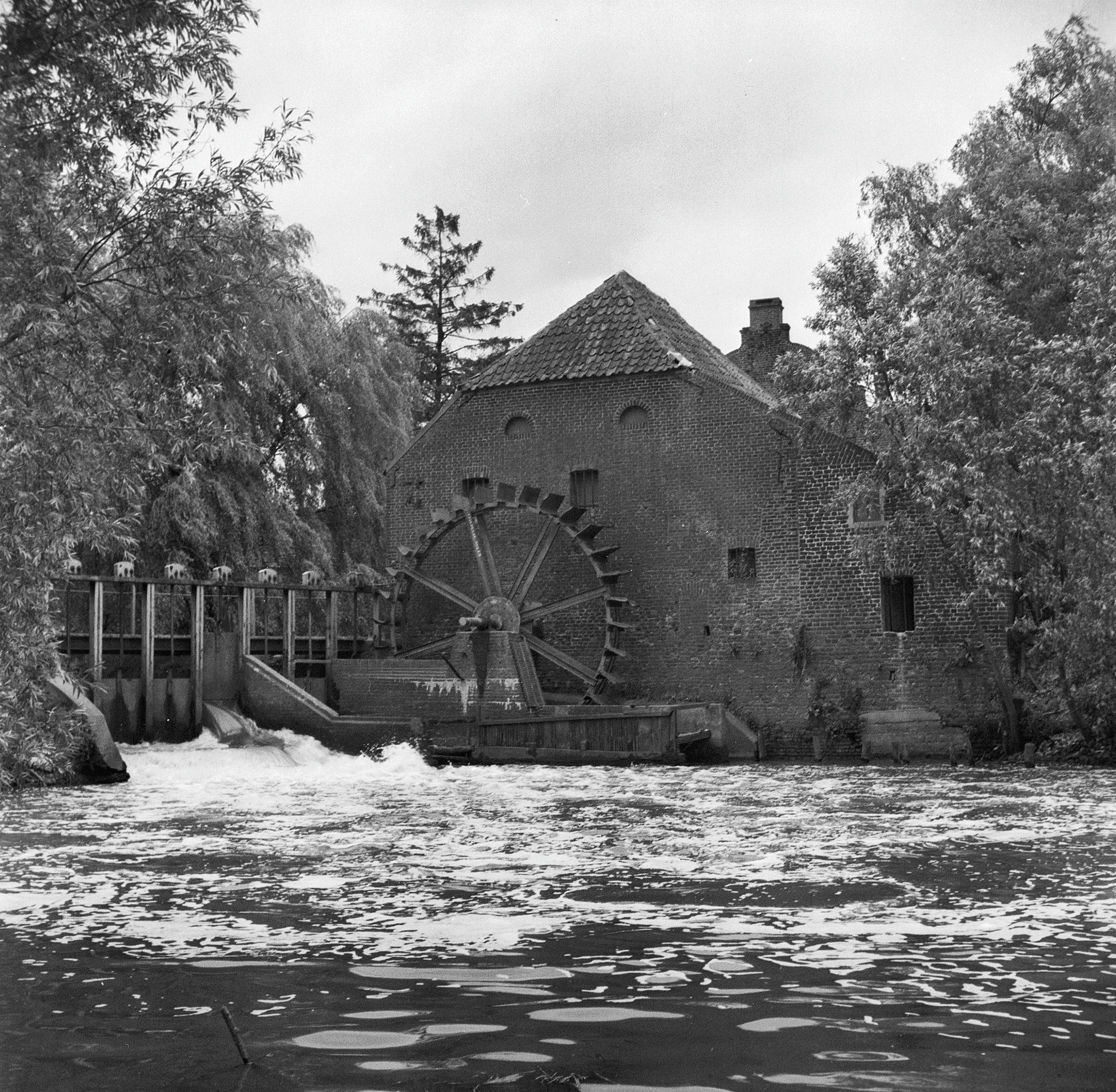
Friedesse Molen in 1962
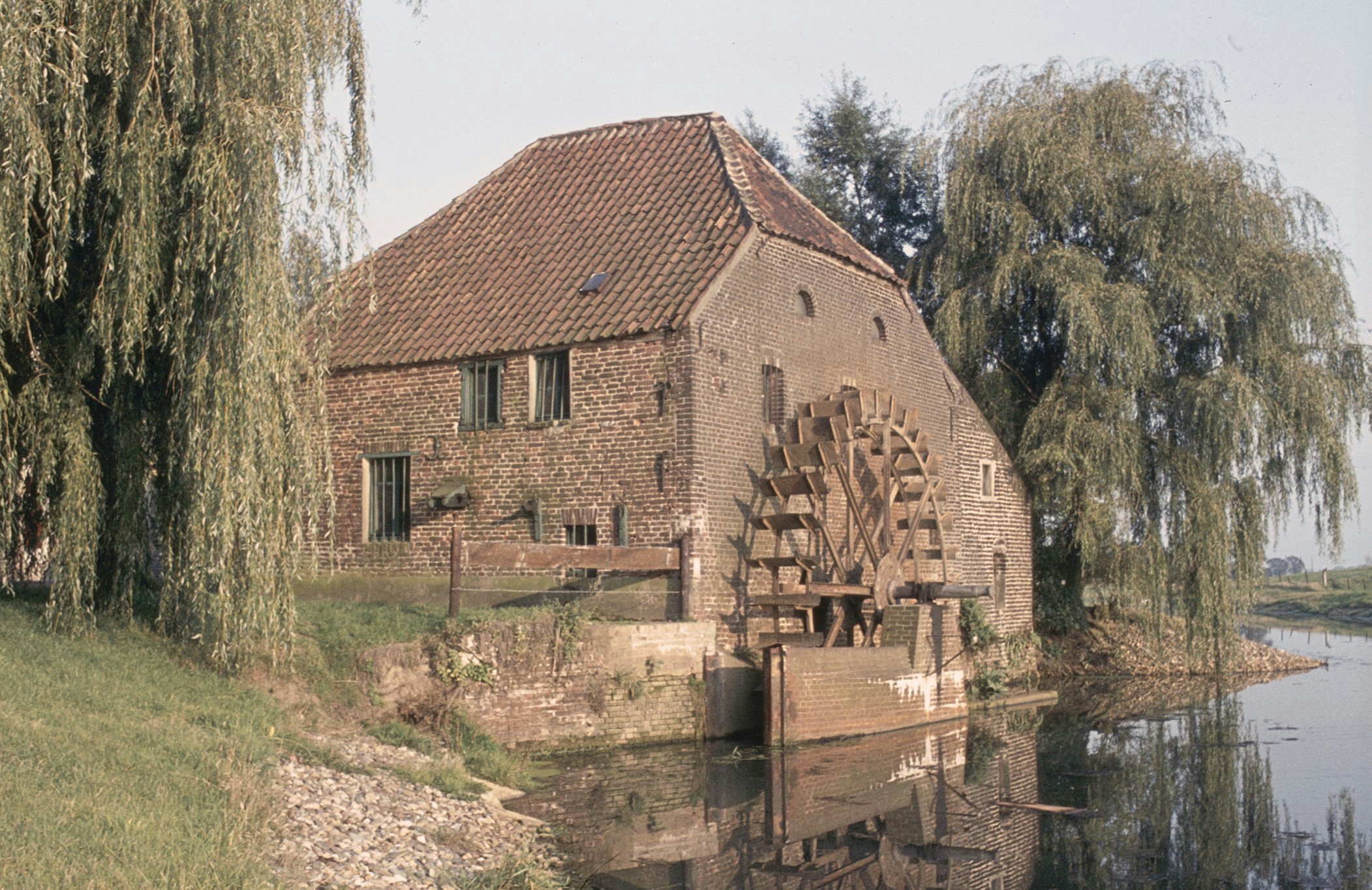
Exterieur jaren ca. 1970
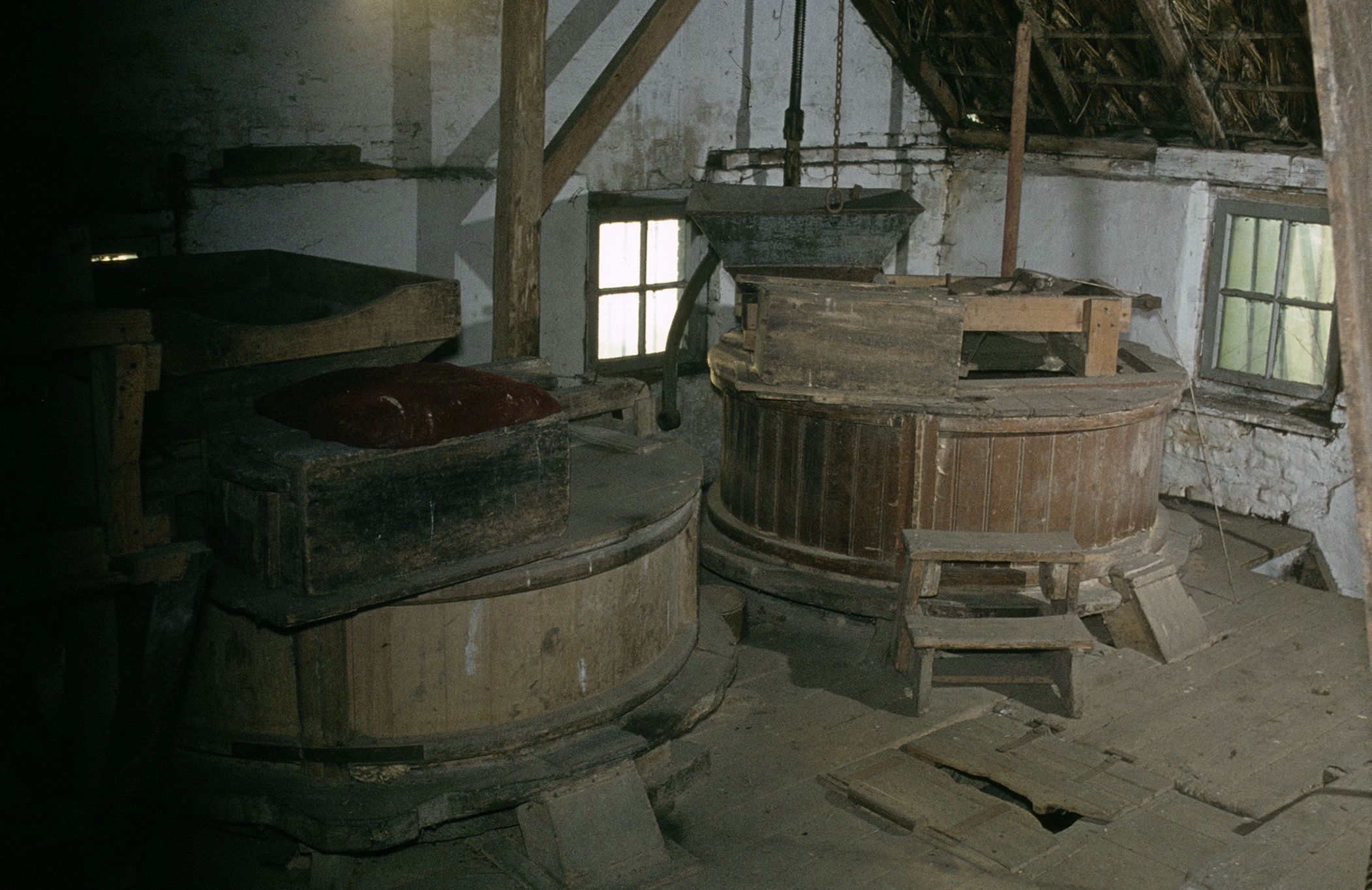
Interieur
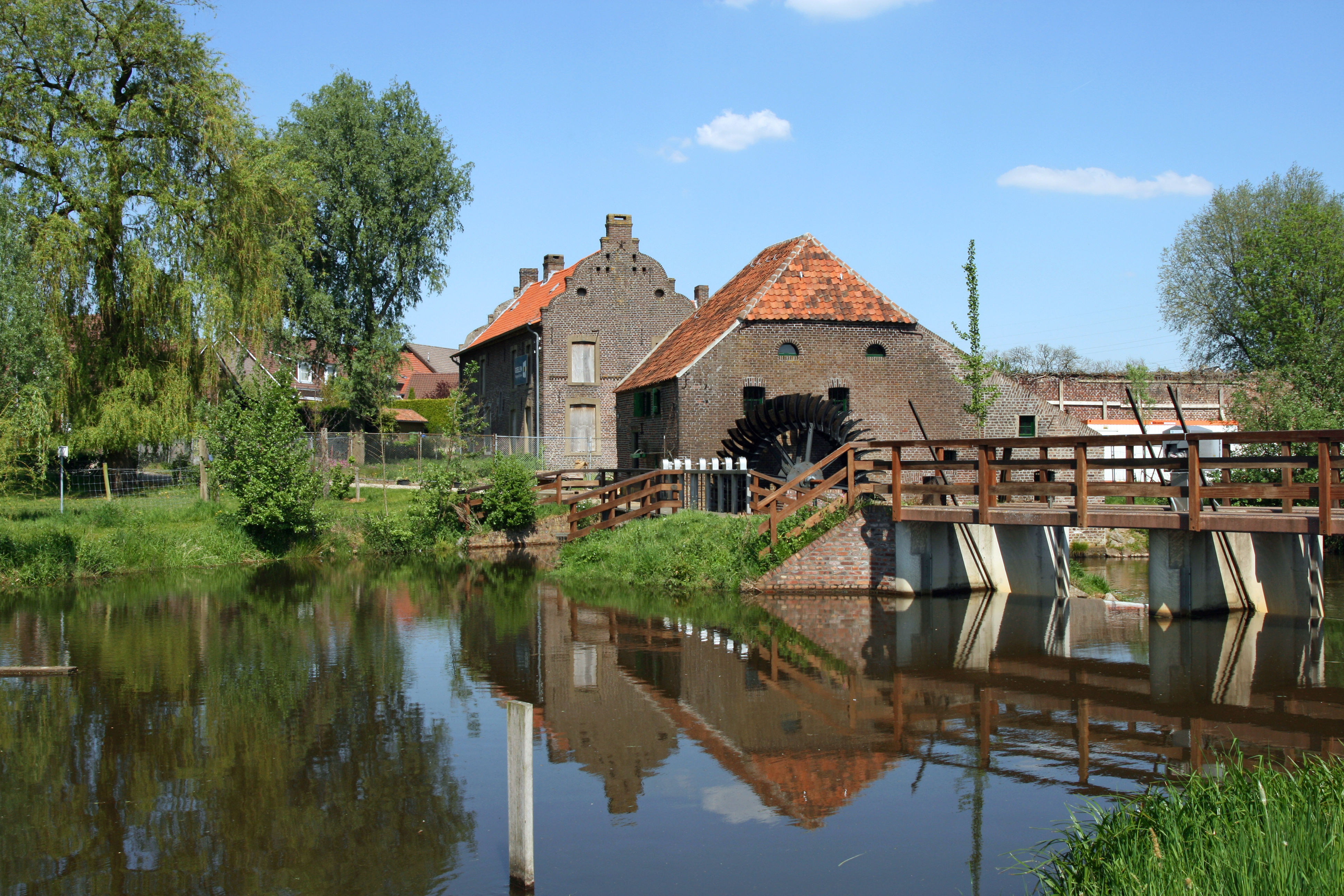
Het molencomplex in 2008